# 义和拳议事厅旧址
义和拳议事厅旧址，位于中国河北省邢台市威县固献乡沙柳寨村。

## 简介
义和拳议事厅和赵三多旧居位于威县县城东15公里的沙柳寨村，是赵三多等义和拳首领商量军机大事的场所。1986年威县人民政府拨款修复义和拳议事厅，1988年、1990年国家文物局和河北省文物局又拨款维修。义和拳议事厅为典型北方传统民居，有北房五间，室内有介绍赵三多及其领导的义和团当年斗争的展览。西侧展厅内，正中是赵三多戎装画像，展厅内陈列有部分义和团文物。
2001年2月7日“义和拳议事厅”公布为河北省文物保护单位，类型为近现代文物，历史年代为清代。2006年5月25日“义和拳议事厅旧址”公布为第六批全国重点文物保护单位，类型为近现代重要史迹及代表性建筑，历史年代为1898年。
赵三多旧居距离义和拳议事厅60米，是普通民居样式，院内有北房三间，西房三间，北房内陈列有赵三多一家使用的旧式家具及兵器；西房内陈列有旧式织布机、纺车、农具、炊具等；院内有练武使用的梅花桩。

## 附：威县境内的其他义和拳旧址
梨园屯教案遗址
梨园屯教案遗址位于梨园屯村中央，是被视为义和团运动导火索的梨园屯庙地之争的发生地。该教案始于清朝同治十二年（1873年），梨园屯民教之间围绕玉皇庙地发生争端。早在康熙年间，本村士绅李成龙等人公捐坡地一块，建起一所义学，后在义学后边建了座玉皇庙。咸丰季年，玉皇庙毁于战争。同治八年（1869年），村内民教双方经三街会首等人公议，均分土地、义学、庙宇，教民把分得的地基献给外国传教士梁宗明。同治十二年（1873年），天主教会在原玉皇庙地上建天主教堂，民教双方互控到冠县，冠县令以同治八年（1869年）原分单为据，准许在原玉皇庙地上建堂。但光绪七年（1881年）又改变原判决。光绪十三年（1887年）春，教民扩建教堂房屋，引发民愤，村民拆堂建庙，执械阻止教民建堂。后经十八村梁庄绅士潘光美调停，民教释嫌，相安两年。
光绪十五年（1889年）十一月，因为法国使者和山东主教插手，重新开始庙堂之争。村内有阎书勤、高元祥等号称“十八魁”的人士以武力护庙，还到直隶省威县沙柳寨村请赵三多的梅花拳支援。光绪二十三年二月二十二日（1897年3月24日）起，在梨园屯摆会“亮拳”三日，向官府和天主教会示威。同年三月二十六日（1897年4月27日），梅花拳众三千多人再到梨园屯，执刀械杀死教民两名，并拆毁教堂，这时赵三多的梅花拳“一夜即呼聚万人”，使清政府和外国教会震惊。
赵三多、阎书勤、姚文起等义和拳首领以沙柳寨村为中心，聚众习武，酝酿起事。沙柳寨村西北的“义和拳议事厅”便是他们计议军机大事处。义和拳收“十八魁”为徒，决定进攻梨园屯、将梅花拳改为义和拳以及1898年蒋庄马场起义等都是在义和拳议事厅议定。
蒋庄马场起义遗址
1898年10月（光绪二十四年），赵三多领导的义和拳在山东省冠县蒋庄马场（今属威县）树“助清灭洋”旗帜宣布起义，义和团运动由此正式发端。它所提出的组织名称及旗帜口号，被直隶省、山东省许多反洋教的民间组织接受，义和团运动由此迅速发展。